# بارانگول
بارانگول (به لاتین: Barangol) یک منطقهٔ مسکونی در روسیه است که در جمهوری آلتای واقع شده‌است.